# Гюккесваген
Гюккесваген (нім. Hückeswagen) — місто в Німеччині, знаходиться в землі Північний Рейн-Вестфалія. Підпорядковується адміністративному округу Кельн. Входить до складу району Обербергішер.
Площа — 50,46 км2. Населення становить 14 810 ос. (станом на 31 грудня 2020).